# Aemona amathusia
Aemona amathusia är en fjärilsart som beskrevs av William Chapman Hewitson 1867. Aemona amathusia ingår i släktet Aemona och familjen praktfjärilar. Inga underarter finns listade i Catalogue of Life.

## Bildgalleri

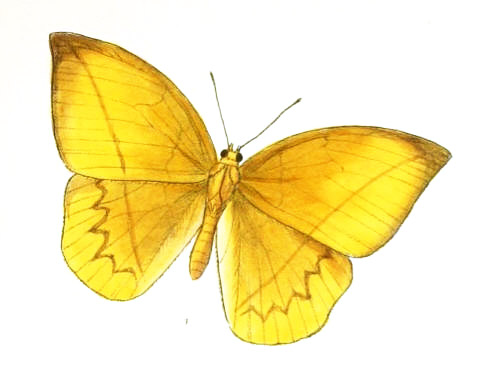
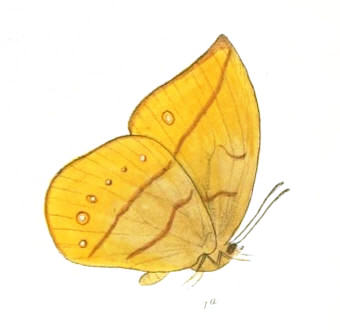
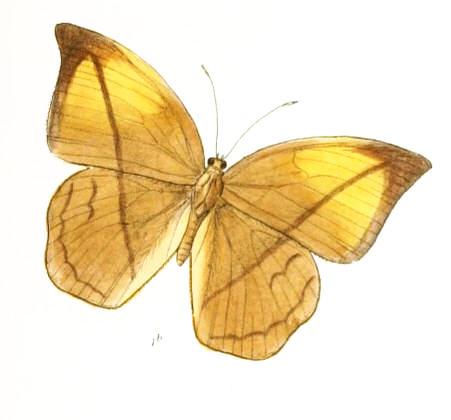
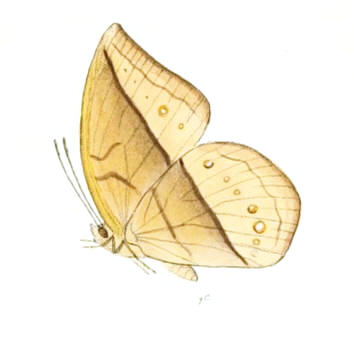
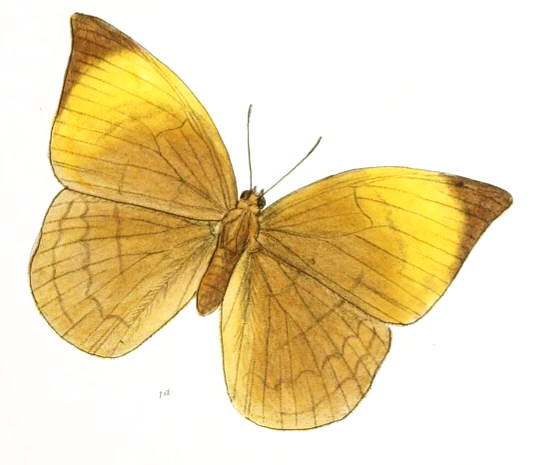
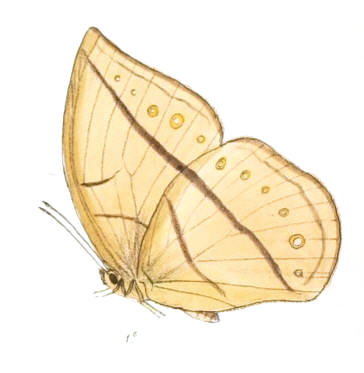